# Grammitis
Genre
Grammitis est un genre de fougères de la famille des Polypodiaceae. Il comprend plus de 700 espèces répandues dans les régions tropicales du monde entier.

## Description
Ce sont des plantes d'une hauteur souvent inférieure à 15 cm, rarement plus de 50 cm. Le limbe foliaire est pinnatifide, simple à une seule penne ou rarement plus divisé, hérissé ou glabre, sans glande naturelle, ou glandulaire. Les soies sont brun rougeâtre foncé à transparentes. Les veines sont simples ou à une fourche (à nervures pennées) dans chaque segment, libres, se terminant par des hydathodes adaxialement. Les sores sont ronds, ovales ou allongés, ne formant pas de coenosorus, non enfoncés ; les paraphyses sont absentes ou présentes en fonction de l'espèce.

## Taxonomie
Le genre est décrit par le botaniste suédois Olof Peter Swartz en 1801, qui le nomme Grammitis, du grec gramme, ligne, faisant allusion aux sores allongés de quelques espèces.
Selon Plants of the World online (POWO) (19 mars 2021), les genres suivants sont inclus dans le genre Grammitis et sont donc synonymes :
- Acrosorus Copel.
- Adenophorus Gaudich.
- Alansmia M.Kessler, Moguel, Sundue & Labiak
- Amphoradenium Desv.
- Archigrammitis Parris
- Ascogrammitis Sundue
- Calymmodon C.Presl
- Ceradenia L.E.Bishop
- Chilopteris (C.Presl) Lindl.
- Chrysogrammitis Parris
- Cochlidium Kaulf.
- Cryptosorus Fée
- Ctenopterella Parris
- Ctenopteris Blume ex Kunze
- Dasygrammitis Parris
- Enterosora Baker
- Galactodenia Sundue & Labiak
- Glyphotaenium (J.Sm.) J.Sm.
- Lellingeria A.R.Sm. & R.C.Moran
- Leucotrichum Labiak
- Lomaphlebia J.Sm.
- Luisma M.T.Murillo & A.R.Sm.
- Melpomene A.R.Sm. & R.C.Moran
- Micropolypodium Hayata
- Micropteris Desv.
- Moranopteris R.Y.Hirai & J.Prado
- Mycopteris Sundue
- Nematopteris Alderw.
- Notogrammitis Parris
- Oreogrammitis Copel.
- Parrisia Shalisko & Sundue
- Plectopteris Fée
- Pleurogramma J.Sm.
- Pleurogramme (Blume) C.Presl
- Prosaptia C.Presl
- Radiogrammitis Parris
- Scleroglossum Alderw.
- Stenofilix Nakai
- Stenogrammitis Labiak
- Terpsichore A.R.Sm.
- Themelium (T.Moore) Parris
- Tomophyllum (E.Fourn.) Parris
- Xiphopterella Parris
- Xiphopteris Kaulf.
- Zygophlebia L.E.Bishop

## Liste des espèces

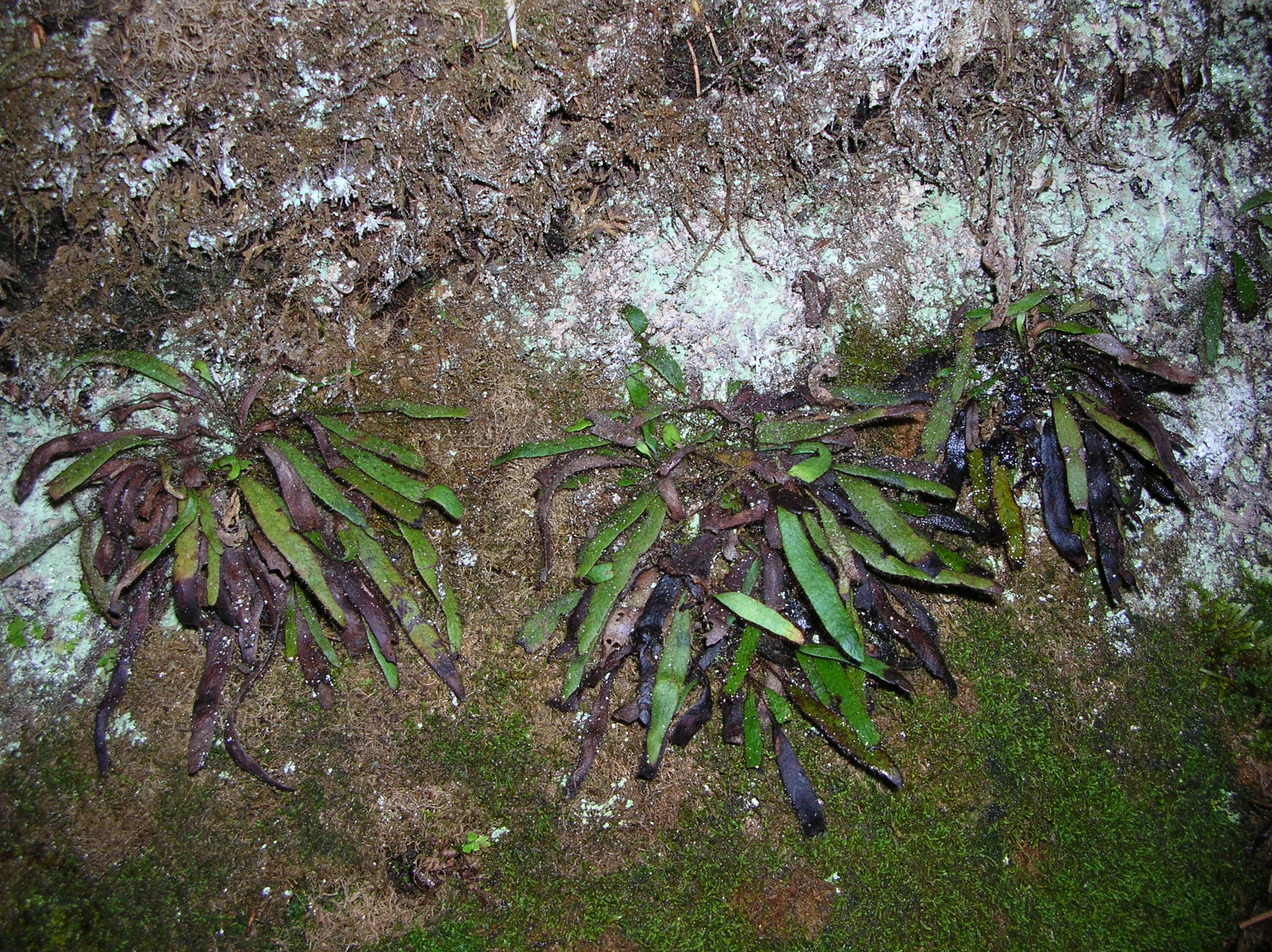
Grammitis hookeri
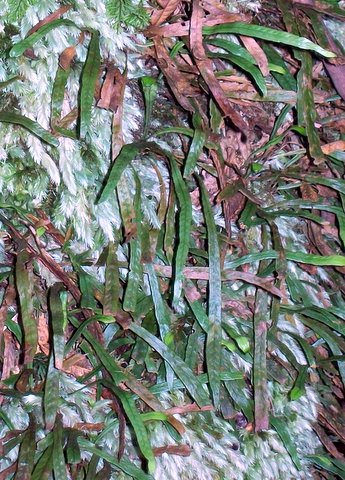
Grammitis billardierei
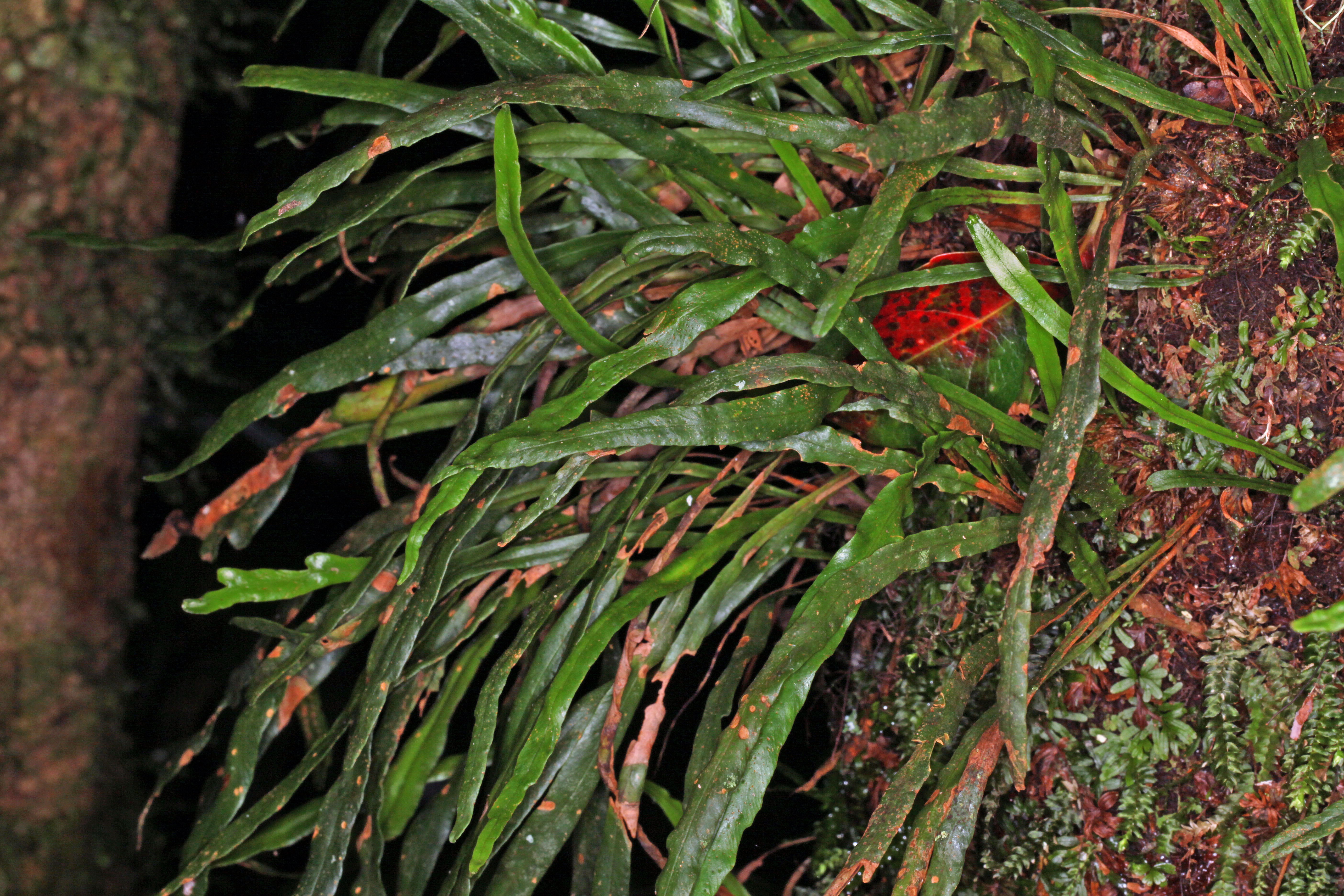
Grammitis diminuta
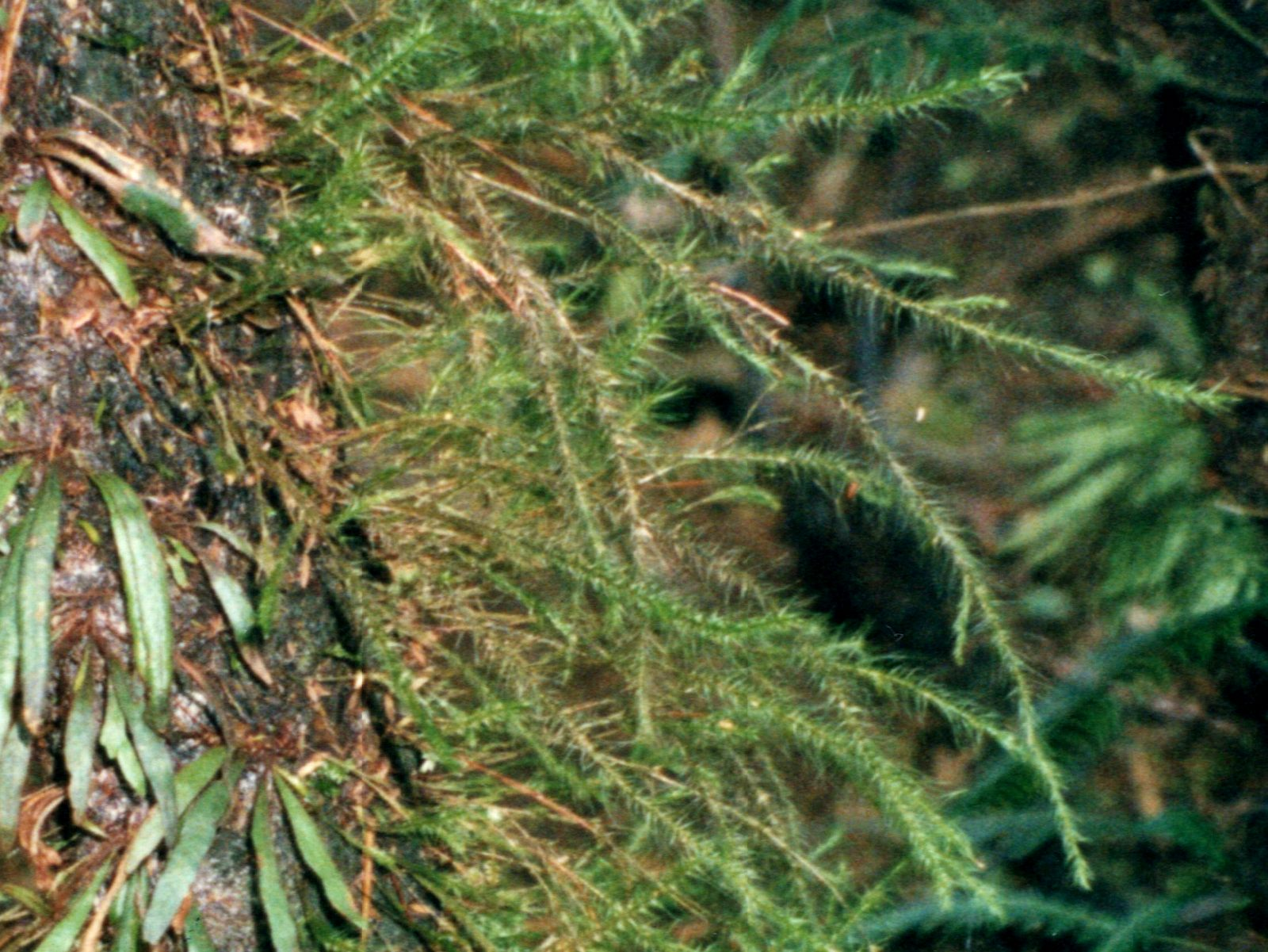
Grammitis wattsii
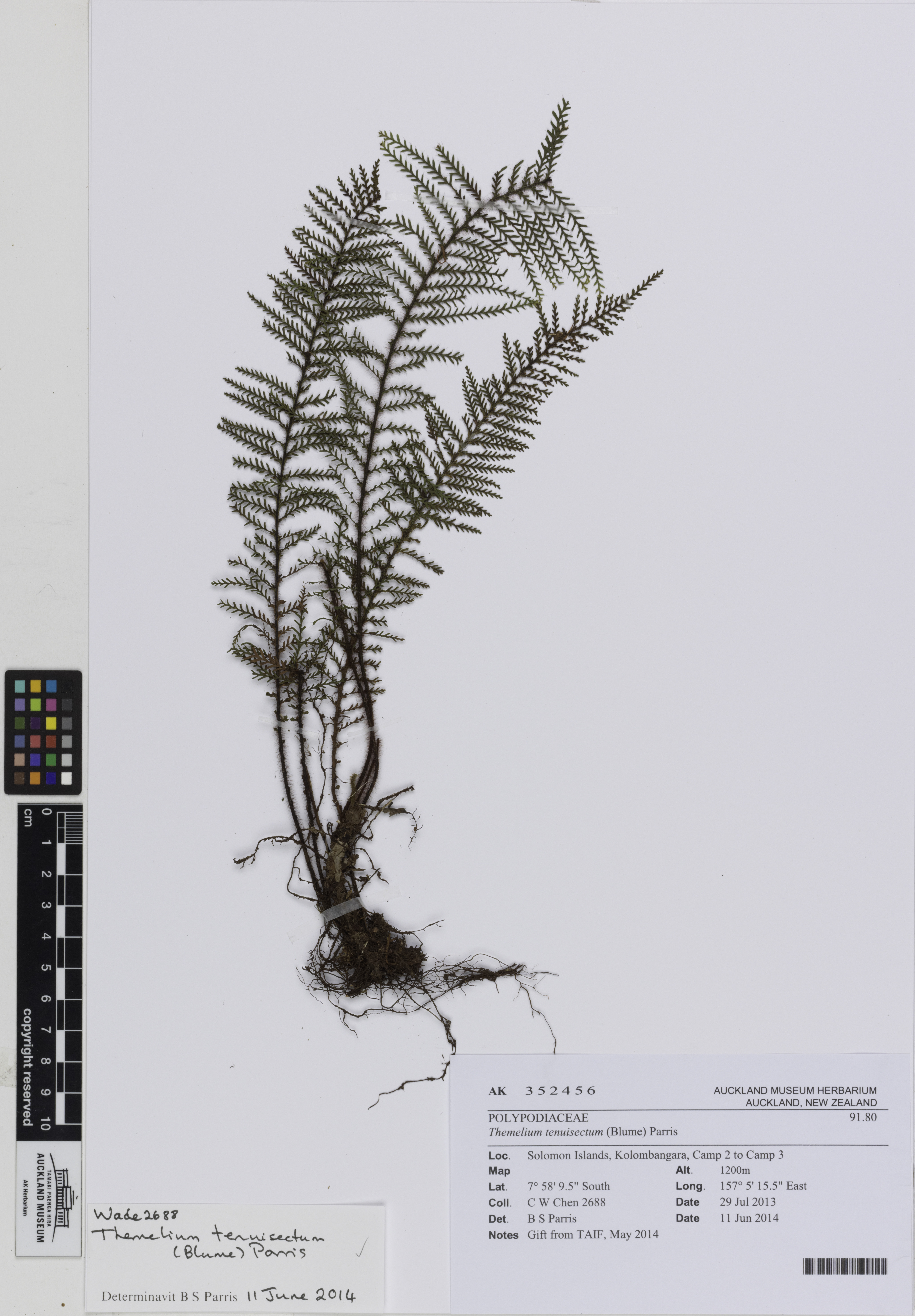
Grammitis tenuisecta

Selon Plants of the World online (POWO) (19 mars 2021) :
- Grammitis abebaion (Alderw.) Christenh.
- Grammitis achilleifolia (Kaulf.) R.M.Tryon & A.F.Tryon
- Grammitis acrosora (A.Rojas) Christenh.
- Grammitis adspersa Blume
- Grammitis aethiopica (Pic.Serm.) Christenh.
- Grammitis affinis (Labiak) Christenh.
- Grammitis ahenobarba Parris
- Grammitis alan-smithii (A.Rojas) Christenh.en
- Grammitis alata (Blume) C.V.Morton
- Grammitis albicans (Lehnert) Christenh.
- Grammitis albidula (Baker) C.V.Morton
- Grammitis albosetosa (F.M.Bailey) Parris
- Grammitis alfaroi (Donn.Sm.) C.V.Morton
- Grammitis allocota (Alderw.) Christenh.
- Grammitis allosuroides (Rosenst.) Lellinger
- Grammitis alsophilicola (Christ) F.Seym.
- Grammitis alsopteris C.V.Morton
- Grammitis alta Parris
- Grammitis alternidens (Ces.) Christenh.
- Grammitis amphidasyon (Mett. ex Kunze) Duek & Lellinger
- Grammitis amplisora (Labiak) Christenh.
- Grammitis anamorphosa Proctor
- Grammitis anazalea (Sundue & Lehnert) Christenh.
- Grammitis ancestralis (Copel.) Christenh.
- Grammitis anfractuosa (Kunze ex Klotzsch) Proctor
- Grammitis angustipes (Copel.) Lellinger
- Grammitis anisophylla Rakotondr. & Parris
- Grammitis anjanaharibensis (Rakotondr.) Christenh.
- Grammitis antillensis (Proctor) Christenh.
- Grammitis antipodalis (Copel.) Christenh.
- Grammitis aoide Christenh.
- Grammitis aphelolepis C.V.Morton
- Grammitis apiculata (Kuntze) F.Seym.
- Grammitis archboldii (C.Chr.) Copel.
- Grammitis arche Christenh.
- Grammitis argyrata (Willd.) C.V.Morton
- Grammitis arthrothrix (L.E.Bishop & A.R.Sm.) Christenh.
- Grammitis ascensionensis (Hieron.) Christenh.
- Grammitis asiatica (Copel.) Christenh.
- Grammitis aspleniifolia (L.) Proctor
- Grammitis asthenophylla (A.R.Sm.) Christenh.
- Grammitis athyrioides (Hook.) C.V.Morton
- Grammitis atroviridis (Copel.) F.Seym.
- Grammitis attenuata Kunze
- Grammitis attenuatissima (Copel.) C.V.Morton
- Grammitis aulaeifolia (L.E.Bishop) Christenh.
- Grammitis auroseiomena (L.E.Bishop) Christenh.
- Grammitis australis R.Br.
- Grammitis austroindica Parris
- Grammitis axioche Christenh.
- Grammitis ayopayana (M.Kessler & A.R.Sm.) Christenh.
- Grammitis azorica (H.Schaef.) H.Schaef.
- Grammitis baldwinii (Baker) Copel.
- Grammitis balslevii Christenh.
- Grammitis barathrophylla (Baker) Christenh.
- Grammitis barbatula (Baker) Ching
- Grammitis barbensis Lellinger
- Grammitis basalis (Maxon) Lellinger
- Grammitis basiattenuata (Jenman) Proctor
- Grammitis beddomeana (Alderw.) Ching
- Grammitis beleensis (Copel.) Christenh.
- Grammitis billardierei Willd.
- Grammitis bipinnata Stolze
- Grammitis bipinnatifidum (Baker) Christenh.
- Grammitis bishopii Stolze
- Grammitis bivascularis (M.T.Murillo & A.R.Sm.) Christenh.
- Grammitis blechnoides Grev.
- Grammitis blepharidea (Copel.) Stolze
- Grammitis boivinii (Mett.) Christenh.
- Grammitis bolobensis (Brause) Christenh.
- Grammitis bongoensis (Copel.) Copel.
- Grammitis brachyphlebia (Baker) Christenh.
- Grammitis bradeana (Labiak) Christenh.
- Grammitis brasiliense (Rosenst.) Christenh.
- Grammitis brassii Copel.
- Grammitis brenesii (A.Rojas) Christenh.
- Grammitis brevipes (C.V.Morton) Christenh.
- Grammitis brevipubens (Labiak) Christenh.
- Grammitis brevivenosa (Alderw.) Christenh.
- Grammitis brooksiae (Alderw.) Christenh.
- Grammitis brunneoviridis (Baker ex Jenman) Proctor
- Grammitis bryophila (Maxon) F.Seym.
- Grammitis bufonis L.D.Gómez
- Grammitis burbidgei (Baker) Christenh.
- Grammitis caespitosa Blume
- Grammitis callichore Christenh.
- Grammitis calliope Christenh.
- Grammitis callophylla (C.H.Wright) Christenh.
- Grammitis calolepis (Labiak) Christenh.
- Grammitis campbellii (Baker) Proctor
- Grammitis canescens (A.Rojas) Christenh.
- Grammitis capillaris (Desv.) Proctor
- Grammitis capillata (Brause) Christenh.
- Grammitis capillipes (C.Chr.) Christenh.
- Grammitis caput-gorgonis (Lehnert) Christenh.
- Grammitis carnosula (Christ) F.Seym.
- Grammitis carrascoensis (M.Kessler & A.R.Sm.) Christenh.
- Grammitis caucana (Hieron.) C.V.Morton
- Grammitis cavisora (C.Chr.) Copel.
- Grammitis celebica (Blume) Christenh.
- Grammitis ceratocarpa Copel.
- Grammitis cervicornis (Alderw.) Adelb.
- Grammitis ceylanica (Parris) Christenh.
- Grammitis cheesemanii Parris
- Grammitis christophersenii Copel.
- Grammitis chrysleri (Copel.) Proctor
- Grammitis ciliata Colenso
- Grammitis ciliolepis (C.Chr.) Lellinger
- Grammitis cincta Copel. ex Parris
- Grammitis circumvallata (Rosenst.) Christenh.
- Grammitis clathrata (Sundue & M.Kessler) Christenh.
- Grammitis clavata Parris
- Grammitis clavifer Hook.
- Grammitis clavigera (A.R.Sm. ex Sundue) Christenh.
- Grammitis clavipila Parris
- Grammitis cleio Christenh.
- Grammitis clemensiae (Copel.) Parris
- Grammitis cocosensis (A.Rojas) Christenh.
- Grammitis collina Parris
- Grammitis colombiensis (Sundue) Christenh.
- Grammitis comorensis (Baker) Christenh.
- Grammitis comosa (L.E.Bishop) Christenh.
- Grammitis concinna A.R.Sm.
- Grammitis congener Blume
- Grammitis congesta (Copel.) Lellinger
- Grammitis congregatifolia (Alderw.) Christenh.
- Grammitis conjunctisora (Baker) C.V.Morton
- Grammitis connellii (Baker ex C.H.Wright) Christenh.
- Grammitis contacta (Copel.) Christenh.
- Grammitis contigua (C.Presl) Christenh.
- Grammitis cookii (Underw. & Maxon) F.Seym.
- Grammitis copelandii Tardieu
- Grammitis coredrosora (Alderw.) Copel.
- Grammitis coriaceifolia Rakotondr. & Parris
- Grammitis cornigera (Baker) Ching
- Grammitis cornuta Lellinger
- Grammitis costaricensis (Rosenst.) Christenh.
- Grammitis crassifrons (Baker) Ching
- Grammitis crenulata Parris
- Grammitis cretata (Maxon) Proctor
- Grammitis crinifera Parris
- Grammitis crispatula Holttum
- Grammitis cryptocarpa (Copel.) Christenh.
- Grammitis cryptophlebia (Baker) Copel.
- Grammitis ctenoidea (Brause) Christenh.
- Grammitis cucullata (Nees & Blume) Blume
- Grammitis cuencana (Hieron.) C.V.Morton
- Grammitis cultrata (Willd.) Proctor
- Grammitis curtipila Parris
- Grammitis curtisii (Baker) Christenh.
- Grammitis curvata (Sw.) Ching
- Grammitis dauphinensis Rakotondr. & Parris
- Grammitis davalliacea (Copel.) Christenh.
- Grammitis david-smithii Stolze
- Grammitis debilifolia Copel.
- Grammitis delicatula (M.Martens & Galeotti) Proctor
- Grammitis delitescens (Maxon) Proctor
- Grammitis deltata Mickel & Beitel
- Grammitis deltodon (Baker) Christenh.
- Grammitis deltoideophylla (Baker) Christenh.
- Grammitis demissa Parris
- Grammitis dendrodoxa (L.E.Bishop) Stolze
- Grammitis denticulata Blume
- Grammitis dependens (Baker) C.V.Morton
- Grammitis deplanchei (Baker) Copel.
- Grammitis depressa (C.Chr.) Christenh.
- Grammitis dercetis Christenh.
- Grammitis devolii (S.J.Moore, Parris & W.L.Chiou) Christenh.
- Grammitis devoluta (Baker) Christenh.
- Grammitis diaphana (Moguel & M.Kessler) Christenh.
- Grammitis dictymioides Copel.
- Grammitis diminuta (Baker) Copel.
- Grammitis discolor (Hook.) C.V.Morton
- Grammitis dissimulans (Maxon) F.Seym.
- Grammitis dolichosora (Copel.) Copel.
- Grammitis dolorensis (Hieron.) Lellinger
- Grammitis doniana (Spreng.) Christenh.
- Grammitis dorsipila (Christ) C.Chr. & Tardieu
- Grammitis dryas Christenh.
- Grammitis dudleyi (L.E.Bishop) Stolze
- Grammitis duriuscula (Christ) Christenh.
- Grammitis ebenina (Maxon) Tardieu
- Grammitis ecostata (Sodiro) Christenh.
- Grammitis eggersii (Baker) Proctor
- Grammitis elastica (Willd.) Christenh.
- Grammitis eminens C.V.Morton
- Grammitis engleriana (Brause) Christenh.
- Grammitis enterosoroides (Christ) Christenh.
- Grammitis epaleata (Parris) Christenh.
- Grammitis epiphytica (Copel.) Lellinger
- Grammitis erato Christenh.
- Grammitis erecta C.V.Morton
- Grammitis esmeraldensis Christenh.
- Grammitis esquiveliana (A.Rojas) Christenh.
- Grammitis eunoe Christenh.
- Grammitis euterpe Christenh.
- Grammitis excelsa Parris
- Grammitis exigua (Fée) Brade
- Grammitis eximia (Copel.) Christenh.
- Grammitis exornans (Maxon) Proctor
- Grammitis farinosa (Hook.) C.V.Morton
- Grammitis fasciata Blume
- Grammitis fasciculata Blume
- Grammitis fawcettii (Jenman) Christenh.
- Grammitis fayae Christenh.
- Grammitis fendleri (Copel.) Lellinger
- Grammitis fenicis Copel.
- Grammitis firma (J.Sm.) C.V.Morton
- Grammitis flabelliformis (Poir.) C.V.Morton
- Grammitis flagellata (Lehnert) Christenh.
- Grammitis flagellipinnata (M.Kessler & A.R.Sm.) Christenh.
- Grammitis flavovirens (Alston) Christenh.
- Grammitis flexibilis (Labiak) Christenh.
- Grammitis foersteri (Rosenst.) Christenh.
- Grammitis forbesiana W.H.Wagner
- Grammitis forsythiana (Baker) Christenh.
- Grammitis fragillima (Copel.) C.V.Morton
- Grammitis friderici-et-pauli (Christ) Copel.
- Grammitis frigida (Ridl.) Copel.
- Grammitis fucoides (Christ) C.V.Morton
- Grammitis furcata Hook. & Grev.
- Grammitis fusca (Copel.) Christenh.
- Grammitis fuscata (Blume) Christenh.
- Grammitis fuscopilosa (F.Muell. & Baker) Christenh.
- Grammitis gabonensis (Parris) Christenh.
- Grammitis gameriana (Vareschi) Duek & Lellinger
- Grammitis garrettii Parris
- Grammitis geluensis (Rosenst.) Christenh.
- Grammitis gilpiniae (Baker) Tardieu
- Grammitis givenii Parris
- Grammitis glabra (M.Kessler & A.R.Sm.) Christenh.
- Grammitis glabrata Brownlie
- Grammitis glandulosa (J.Sm.) Christenh.
- Grammitis glaziovii (Baker) Christenh.
- Grammitis glossophylla Parris
- Grammitis goodmanii (Rakotondr.) Christenh.
- Grammitis gordonii (S.B.Andrews) Christenh.
- Grammitis govidjoaensis (Brause) Christenh.
- Grammitis gracilis (Hook.) Stolze
- Grammitis gracillima (Copel.) Christenh.
- Grammitis gradata (Baker) R.M.Tryon & A.F.Tryon
- Grammitis graminea (Sw.) Ching
- Grammitis graminella (C.Chr.) Sledge
- Grammitis graminoides (Sw.) Sw.
- Grammitis grammitidiphylla (Copel.) Christenh.
- Grammitis grata (Fée) Christenh.
- Grammitis grisebachii (Underw. ex C.Chr.) Proctor
- Grammitis guanacastensis (A.Rojas) Christenh.
- Grammitis gunnii Parris
- Grammitis habbemensis Copel.
- Grammitis hainanensis (Parris) Christenh.
- Grammitis halconensis (Copel.) Christenh.
- Grammitis hanekeana Proctor
- Grammitis hartii (Jenman) Proctor
- Grammitis havilandii (Baker) Copel.
- Grammitis hecistophylla (Copel.) Christenh.
- Grammitis hellwigii Mickel & Beitel
- Grammitis herrerae (Copel.) C.V.Morton
- Grammitis heteromorpha (Hook. & Grev.) C.V.Morton
- Grammitis heterophylla Labill.
- Grammitis hieronymusii (C.Chr.) Christenh.
- Grammitis hildebrandtii (Hieron.) Christenh.
- Grammitis hirsuta (A.R.Sm. & R.C.Moran) Christenh.
- Grammitis hirtella (Blume) Tuyama
- Grammitis hirtelloides (Copel.) Copel.
- Grammitis hirtiformis (Rosenst.) Copel.
- Grammitis hispida Copel.
- Grammitis holophlebia (Baker) Copel.
- Grammitis holttumii Copel.
- Grammitis hombersleyi (Maxon) Lellinger
- Grammitis hookeri (Brack.) Copel.
- Grammitis hornei (Baker) Christenh.
- Grammitis huancabambensis (Lehnert) Christenh.
- Grammitis humbertii (C.Chr.) Christenh.
- Grammitis hyalina (Maxon) F.Seym.
- Grammitis hymenophylloides (Parris) Christenh.
- Grammitis imberbis Parris
- Grammitis immersa (Brownlie) Christenh.
- Grammitis immixta Stolze
- Grammitis impressa Copel.
- Grammitis inconspicua (Blume) Christenh.
- Grammitis inconstans (Alderw.) Copel.
- Grammitis insidiosa (Sloss.) Proctor
- Grammitis insularis Copel.
- Grammitis integripaleata (Copel.) Christenh.
- Grammitis intermedia (Ching) Christenh.
- Grammitis interrupta (Baker) Copel.
- Grammitis intonsa (L.E.Bishop ex León-Parra & Mostacero) Christenh.
- Grammitis intricata C.V.Morton
- Grammitis isidrensis (Copel.) F.Seym.
- Grammitis itatiaiensis (Labiak & Condack) Christenh.
- Grammitis itatimensis (C.Chr.) Christenh.
- Grammitis jagoriana (Mett.) Tagawa
- Grammitis jamesonii (Hook.) C.V.Morton
- Grammitis jamesonioides (Fée) C.V.Morton
- Grammitis javanica (Copel.) Christenh.
- Grammitis jenmanii (Underw. ex Maxon) Proctor
- Grammitis jeraiensis Parris
- Grammitis jimenezii (M.Kessler & A.R.Sm.) Christenh.
- Grammitis jungens (L.E.Bishop) Proctor
- Grammitis jungermannioides (Klotzsch) Ching
- Grammitis kaieteura (Jenman) C.V.Morton
- Grammitis kairatuensis M.Kato & Parris
- Grammitis kalawayae (M.Kessler & A.R.Sm.) Christenh.
- Grammitis kalbreyeri (Baker) C.V.Morton
- Grammitis kegeliana (Kunze) Lellinger
- Grammitis kessleri Christenh.
- Grammitis khaoluangensis (Tagawa & K.Iwats.) Christenh.
- Grammitis khasyana (Hook.) Christenh.
- Grammitis killipii (Copel.) Lellinger
- Grammitis kinabaluensis (Copel.) Copel.
- Grammitis kirkii (Parris) Christenh.
- Grammitis kjellbergii (C.Chr.) Christenh.
- Grammitis knightii (Copel.) F.Seym.
- Grammitis knowltoniorum (Hodge) Proctor
- Grammitis knutsfordiana (Baker) Copel.
- Grammitis kookenamae (Jenman) Christenh.
- Grammitis kunstleri (Parris) Christenh.
- Grammitis kyimbilensis (Brause) Copel.
- Grammitis labiakii Christenh.
- Grammitis lanigera (Desv.) C.V.Morton
- Grammitis laxa (C.Presl) C.V.Morton
- Grammitis laxifolia (A.R.Sm. & R.C.Moran) Christenh.
- Grammitis lehmanniana (Hieron.) C.V.Morton
- Grammitis lehnertii Christenh.
- Grammitis leonae Christenh.
- Grammitis leonardii Parris
- Grammitis lepida (Brause) Christenh.
- Grammitis leptopoda (Wright) Copel.
- Grammitis leptostoma (Fée) F.Seym.
- Grammitis leucolepis (Gilbert) Christenh.
- Grammitis leucosora (Bojer) Christenh.
- Grammitis leucosticta (J.Sm.) C.V.Morton
- Grammitis leysii (Baker) Christenh.
- Grammitis liesneri A.R.Sm.
- Grammitis ligulata (Baker) Ching
- Grammitis limbata Fée
- Grammitis limula (Christ) Lellinger
- Grammitis linearifolia (Desv.) Steud.
- Grammitis liogieri Proctor
- Grammitis livida (Mett.) Christenh.
- Grammitis lobulata (A.Rojas) Christenh.
- Grammitis locellata (Baker) Copel.
- Grammitis loculosa (Alderw.) Copel.
- Grammitis loheriana (Christ) Copel.
- Grammitis longeattenuata (D.M.Forero & J.Murillo) Christenh.
- Grammitis longepilosa (C.Chr.) Christenh.
- Grammitis longicaulis (Sundue & M.Kessler) Christenh.
- Grammitis longiceps (Rosenst.) Christenh.
- Grammitis longipinnata (Copel.) Lellinger
- Grammitis longisetosa (Hook.) Christenh.
- Grammitis loxensis (Sundue) Christenh.
- Grammitis luetzelburgii (Rosenst.) Christenh.
- Grammitis macra (Copel.) Christenh.
- Grammitis macrorhyncha (Baker) Christenh.
- Grammitis madagascariensis (Rakotondr. & Rouhan) Christenh.
- Grammitis madidiensis (M.Kessler & A.R.Sm.) Christenh.
- Grammitis magellanica Desv.
- Grammitis maidenii (Watts) Christenh.
- Grammitis maireaui Copel.
- Grammitis major (Copel.) C.V.Morton
- Grammitis malaccana (Baker) Christenh.
- Grammitis malayensis (Parris) Christenh.
- Grammitis margaritata A.R.Sm.
- Grammitis marginalis (León-Parra) Christenh.
- Grammitis marginella Sw.
- Grammitis marginelloides (J.W.Moore) Copel.
- Grammitis marialta (L.E.Bishop ex León-Parra) Christenh.
- Grammitis marivelesensis Copel.
- Grammitis marquesensis Parris
- Grammitis mathewsii (Kunze ex Mett.) C.V.Morton
- Grammitis maxoniana Lellinger
- Grammitis mayoris (Rosenst.) Lellinger
- Grammitis medialis (Baker) Ching
- Grammitis meijer-dreesii Copel.
- Grammitis melanoloma (Cordem.) Tardieu
- Grammitis melanopus (Grev. & Hook.) C.V.Morton
- Grammitis melanosticta (Kunze) F.Seym.
- Grammitis melanotrichia (Baker) Lellinger
- Grammitis melete Christenh.
- Grammitis melpomene Christenh.
- Grammitis membranifolia Rakotondr. & Parris
- Grammitis meridensis (Klotzsch) F.Seym.
- Grammitis merrillii (Copel.) Copel.
- Grammitis mesocarpa (Alderw.) Copel.
- Grammitis michaelium (Lehnert) Christenh.
- Grammitis microcystis (L.E.Bishop & A.R.Sm.) Christenh.
- Grammitis microglossa (C.Chr.) Ching
- Grammitis microlepis (Rosenst.) Christenh.
- Grammitis micropecten (C.Chr.) Christenh.
- Grammitis micropora (Copel.) Christenh.
- Grammitis micropteris (C.Chr.) Brade
- Grammitis micula Lellinger
- Grammitis militaris (Maxon) Christenh.
- Grammitis millefolia (Blume) Ching
- Grammitis miltiblepharis Copel.
- Grammitis minuta (Blume) Christenh.
- Grammitis minutissima (J.W.Moore) Christenh.
- Grammitis mirabilis (L.E.Bishop) Stolze
- Grammitis mitchelliae (Baker) F.Seym.
- Grammitis mneme Christenh.
- Grammitis mnemosyne Christenh.
- Grammitis mollicoma (Nees & Blume) Christenh.
- Grammitis mollipila (Baker) Copel.
- Grammitis moniliformis (Lag.) Proctor
- Grammitis monosora (Moguel & M.Kessler) Christenh.
- Grammitis montana Parris
- Grammitis monticola Sledge
- Grammitis moorei (Parris & Ralf Knapp) Christenh.
- Grammitis moranii (Labiak) Christenh.
- Grammitis mortonii (Copel.) Lellinger
- Grammitis multicaudata (Copel.) Christenh.
- Grammitis multifolia Copel.
- Grammitis murrayana (C.Chr.) Copel.
- Grammitis murudensis (Copel.) Christenh.
- Grammitis muscoides (Copel.) Christenh.
- Grammitis musgraviana (Baker) Christenh.
- Grammitis myosuroides (Sw.) Sw.
- Grammitis nana Fée
- Grammitis narinensis (León-Parra) Christenh.
- Grammitis negrosensis (Copel.) Christenh.
- Grammitis neocaledonica Copel.
- Grammitis nervata (A.Rojas) Christenh.
- Grammitis nhatrangensis (C.Chr. & Tardieu) Christenh.
- Grammitis nigrocincta Alston
- Grammitis nigropaleata Copel.
- Grammitis nimbata (Jenman) Proctor
- Grammitis nipponica Tagawa & K.Iwats.
- Grammitis nubigena (Maxon) Proctor
- Grammitis nuda Tagawa
- Grammitis nudicarpa Copel.
- Grammitis nutans (Blume) Christenh.
- Grammitis nutata (Jenman) Proctor
- Grammitis nymphe Christenh.
- Grammitis oahuensis Copel.
- Grammitis oblanceolata (Baker) Copel.
- Grammitis obliquata (Blume) Hassk.
- Grammitis obtusa Willd.
- Grammitis occidentalis (Lehnert) Christenh.
- Grammitis oidiophora Mickel & Beitel
- Grammitis okuboi (Yatabe) Ching
- Grammitis oncobasis M.G.Price
- Grammitis oosora (Baker) J.E.Burrows
- Grammitis oreophila (Maxon) C.V.Morton
- Grammitis organensis Gardner
- Grammitis ornatissima (Rosenst.) Copel.
- Grammitis oxapampensis (Sundue) Christenh.
- Grammitis padangensis (Baker) Copel.
- Grammitis palasaba M.G.Price
- Grammitis palauensis Hosok.
- Grammitis papuensis (Alderw.) Parris
- Grammitis paradoxa (Lehnert) Christenh.
- Grammitis paramicola L.E.Bishop
- Grammitis parietina (Klotzsch) Fée
- Grammitis parrisiae (Sundue & Labiak) Christenh.
- Grammitis parva (Brause) Copel.
- Grammitis parvula (Bory ex Willd.) C.V.Morton
- Grammitis patagonica (C.Chr.) Parris
- Grammitis paucipinnata (Parris) Christenh.
- Grammitis paulistana (Brade & Rosenst.) Christenh.
- Grammitis pearcei (Baker) Lellinger
- Grammitis pectinata (T.Moore) Christenh.
- Grammitis pediculata (Baker) Christenh.
- Grammitis pellucidovenosa (Bonap.) Ching
- Grammitis pendens (Rosenst.) Christenh.
- Grammitis pendula (Sw.) Proctor
- Grammitis peninsularis Copel.
- Grammitis pensilis (Ridl.) Christenh.
- Grammitis percrassa (Baker) F.Seym.
- Grammitis peritimundi L.E.Bishop & A.R.Sm.
- Grammitis perplexa (Parris) Christenh.
- Grammitis perpusilla (Maxon) Lellinger
- Grammitis personata (Lehnert) Christenh.
- Grammitis peruviana (Desv.) C.V.Morton
- Grammitis pervillei (Mett.) Tardieu
- Grammitis phalacron Stolze
- Grammitis phlegmaria (J.Sm.) Proctor
- Grammitis phloiocharis (L.E.Bishop) Christenh.
- Grammitis pichinchae (Sodiro) C.V.Morton
- Grammitis pichinchensis (Hieron.) C.V.Morton
- Grammitis pilifera Ravi & J.Joseph
- Grammitis pilipalaea (M.Kessler & A.R.Sm.) Christenh.
- Grammitis pilipecten (L.E.Bishop ex M.Kessler & A.R.Sm.) Christenh.
- Grammitis pilipes (Hook.) C.V.Morton
- Grammitis pilosissima (M.Martens & Galeotti) C.V.Morton
- Grammitis pilosiuscula Blume
- Grammitis pinnatifida (C.Presl) Christenh.
- Grammitis pirrensis (A.R.Sm.) Christenh.
- Grammitis piruensis M.Kato & Parris
- Grammitis plana (Alderw.) Parris
- Grammitis pleurogrammoides (Rosenst.) Copel.
- Grammitis plicata A.R.Sm.
- Grammitis podocarpa (Maxon) F.Seym.
- Grammitis poeppigiana (Mett.) Pic.Serm.
- Grammitis polita (Parris) Christenh.
- Grammitis polyhymnia Christenh.
- Grammitis polymorpha (Copel.) Christenh.
- Grammitis polytricha (Copel.) Christenh.
- Grammitis ponapensis Copel.
- Grammitis pradoana Christenh.
- Grammitis praeceps (Sundue & M.Kessler) Christenh.
- Grammitis praeclara (L.E.Bishop) Stolze
- Grammitis prionodes Mickel & Beitel
- Grammitis proctorii Copel.
- Grammitis pruinosa (Maxon) C.V.Morton
- Grammitis pseudaustralis Fourn.
- Grammitis pseudocapillaris (Rosenst.) C.V.Morton
- Grammitis pseudociliata Parris
- Grammitis pseudolocellata Parris
- Grammitis pseudomitchelliae Lellinger
- Grammitis pseudonutans (Christ & Rosenst.) C.V.Morton
- Grammitis pseudospiralis (Alderw.) Christenh.
- Grammitis pseudotenuicula (Labiak) Christenh.
- Grammitis pseudotrichomanoides (Hayata) Christenh.
- Grammitis pseudoxiphopteris Parris
- Grammitis pubinervis Blume
- Grammitis pubipes (Copel.) Christenh.
- Grammitis pullei (Alston) Christenh.
- Grammitis pulogensis (Copel.) Christenh.
- Grammitis punctata Raddi
- Grammitis purpurascens (Nadeaud) Christenh.
- Grammitis pygmaea (Mett.) Copel.
- Grammitis quaerenda Bolle
- Grammitis queenslandica Parris
- Grammitis raiateensis (J.W.Moore) Copel.
- Grammitis rawlingsii Parris
- Grammitis reclinata (Brack.) Christenh.
- Grammitis reducta (Alderw.) Copel.
- Grammitis reineckei (Christ) Christenh.
- Grammitis reinwardtii Blume
- Grammitis reinwardtioides Copel.
- Grammitis repandula (Mett.) Christenh.
- Grammitis reptans Parris
- Grammitis rhodocarpa (Copel.) Christenh.
- Grammitis rigida Hombr. & Jacquinot
- Grammitis rivularis Parris
- Grammitis rojasii Christenh.
- Grammitis rosenstockii (Copel.) Christenh.
- Grammitis rostrata (Hook.) R.M.Tryon & A.F.Tryon
- Grammitis ruglessii Proctor
- Grammitis rupestris Parris
- Grammitis rupicola (R.Y.Hirai & J.Prado) Christenh.
- Grammitis sabrinae Christenh.
- Grammitis saffordii (Maxon) C.V.Morton
- Grammitis sakaguchiana (Koidz.) Sugim. ex Sa.Kurata
- Grammitis salticola Parris
- Grammitis samoensis (Baker) Ching
- Grammitis sarawakensis (Parris) Christenh.
- Grammitis satyros Christenh.
- Grammitis scabristipes (Baker) Copel.
- Grammitis schenckii (Hieron.) Brade
- Grammitis schlechteri (Christ) Christenh.
- Grammitis scleroglossoides Copel.
- Grammitis sclerophylla (Alderw.) Christenh.
- Grammitis sechellarum (Baker) C.V.Morton
- Grammitis sectifrons (Mett.) F.Seym.
- Grammitis secunda (Ridl.) Christenh.
- Grammitis seemannii (J.Sm.) Christenh.
- Grammitis semiadnata (Hook.) C.V.Morton
- Grammitis semicrypta (Copel.) Christenh.
- Grammitis semihirsuta (Klotzsch) C.V.Morton
- Grammitis semilunaris (Moguel & M.Kessler) Christenh.
- Grammitis seminuda (Willd.) Willd.
- Grammitis senilis (Fée) C.V.Morton
- Grammitis serricula (Fée) Proctor
- Grammitis serriformis (Christ) Christenh.
- Grammitis serrulata (Sw.) Sw.
- Grammitis sesquipinnata (Copel.) Christenh.
- Grammitis setosa Blume
- Grammitis setosora M.Kessler & A.R.Sm.
- Grammitis setulifera (Alderw.) Christenh.
- Grammitis setulosa (Rosenst.) F.Seym.
- Grammitis shawii (Copel.) Christenh.
- Grammitis sherringii (Baker) Proctor
- Grammitis sikkimensis (Hieron.) Ching
- Grammitis silvicola Parris
- Grammitis simacensis (Rosenst.) Christenh.
- Grammitis similis (M.Kessler & A.R.Sm.) Christenh.
- Grammitis simplex (R.Y.Hirai & J.Prado) Christenh.
- Grammitis sinica (Christ) Christenh.
- Grammitis sinohirtella (Parris) Christenh.
- Grammitis sinuata Christenh.
- Grammitis sinuosa A.R.Sm.
- Grammitis sklenarii (Lehnert) Christenh.
- Grammitis sledgei Parris
- Grammitis smithii (A.Rojas) Christenh.
- Grammitis sodiroi (Christ & Rosenst.) C.V.Morton
- Grammitis sparsipilosa (Holttum) Christenh.
- Grammitis spathulata (A.R.Sm.) Christenh.
- Grammitis spixiana (Mett.) Christenh.
- Grammitis spongiosa (Maxon) Christenh.
- Grammitis staheliana (Posth.) Lellinger
- Grammitis stella (Copel.) Christenh.
- Grammitis stellatosetosa (Copel.) Christenh.
- Grammitis stenobasis (Baker) Christenh.
- Grammitis stenophylla Parris
- Grammitis steyermarkii (Labiak) Christenh.
- Grammitis stipitata Proctor
- Grammitis strangeana (Pic.Serm.) Christenh.
- Grammitis stuebelii (Hieron.) Christenh.
- Grammitis subcoriacea (Copel.) Christenh.
- Grammitis subdichotoma (Alderw.) Parris
- Grammitis subevenosa (Baker) C.Chr. & Tardieu
- Grammitis subfalcata (Blume) Ching
- Grammitis subfasciata (Rosenst.) Copel.
- Grammitis subglabra (M.Kato & Parris) Christenh.
- Grammitis subhamatopilosa (Alderw.) Christenh.
- Grammitis subimpressa (Copel.) Christenh.
- Grammitis subminuta (Alderw.) Christenh.
- Grammitis subnuda (Mett.) Christenh.
- Grammitis subpinnata (Baker) Christenh.
- Grammitis subpinnatifida (Blume) Blume
- Grammitis subrepandula (Christ) Christenh.
- Grammitis subreticulata (Copel.) Copel.
- Grammitis subscabra (Klotzsch) C.V.Morton
- Grammitis subsecundodissecta (Zoll.) Christenh.
- Grammitis subsessilis (Baker) C.V.Morton
- Grammitis subtilis (Kunze ex Klotzsch) C.V.Morton
- Grammitis subtriangularis (Alderw.) Christenh.
- Grammitis subulatipinna (Alderw.) Christenh.
- Grammitis sumatrana (Baker) Copel.
- Grammitis sunduei Christenh.
- Grammitis suprasculpta (Christ) F.Seym.
- Grammitis suspensa (L.) Proctor
- Grammitis synsora (Baker) Copel.
- Grammitis taenifolia (Jenman) Proctor
- Grammitis taeniophylla Parris
- Grammitis tahitensis (C.Chr.) Copel.
- Grammitis taiwanensis (Parris & Ralf Knapp) Christenh.
- Grammitis tamandarei (Rosenst.) Christenh.
- Grammitis tatei Copel.
- Grammitis taxifolia (L.) Proctor
- Grammitis taxodioides (Baker) Christenh.
- Grammitis tegetiformis L.E.Bishop
- Grammitis tehoruensis M.Kato & Parris
- Grammitis temehaniensis (J.W.Moore) Parris
- Grammitis tenella Kaulf.
- Grammitis tenuicula (Fée) Proctor
- Grammitis tenuis Parris
- Grammitis tenuisecta (Blume) Ching
- Grammitis tepuiensis (A.C.Sm.) Vareschi
- Grammitis terrestris (L.E.Bishop) Stolze
- Grammitis thalia Christenh.
- Grammitis thelxinoe Christenh.
- Grammitis tintinnabula Christenh.
- Grammitis tmesipteris (Copel.) F.Seym.
- Grammitis tomaculosa Parris
- Grammitis tomensis Schelpe
- Grammitis toppingii (Copel.) Christenh.
- Grammitis torricelliana (Brause) Parris
- Grammitis torulosa (Baker) Christenh.
- Grammitis translucens (Parris & Jaman) Christenh.
- Grammitis trichomanoides (Sw.) Ching
- Grammitis trichopoda (F.Muell.) Copel.
- Grammitis trichosora (Hook.) Ching
- Grammitis trifurcata (L.) Copel.
- Grammitis tristis (A.R.Sm.) Christenh.
- Grammitis trogophylla Copel.
- Grammitis truncicola (Klotzsch) C.V.Morton
- Grammitis tryoniorum (B.León & A.R.Sm.) Christenh.
- Grammitis tsatchelae (Labiak) Christenh.
- Grammitis tuberculata Parris
- Grammitis tunguraguae (Rosenst.) C.V.Morton
- Grammitis tunquiniensis (M.Kessler & A.R.Sm.) Christenh.
- Grammitis turquina (Maxon) Copel.
- Grammitis turrialbae (Christ) F.Seym.
- Grammitis tuyamae H.Ohba
- Grammitis uapensis (E.D.Br.) Parris
- Grammitis uluguruensis (Reimers) Copel.
- Grammitis universa (Baker) Copel.
- Grammitis urceolaris (Hayata) Christenh.
- Grammitis vareschii (A.R.Sm. & Mostacero) Christenh.
- Grammitis vargasiana (A.Rojas) Christenh.
- Grammitis variabilis (Mett.) C.V.Morton
- Grammitis vaupelii (Brause) Copel.
- Grammitis velutina Parris
- Grammitis venulosa (Blume) R.M.Tryon & A.F.Tryon
- Grammitis venulosoides (Copel.) Christenh.
- Grammitis vernicosa (Copel.) C.V.Morton
- Grammitis villosissima (Hook.) Ching
- Grammitis viridula (Alderw.) Parris
- Grammitis vittariifolia (C.Chr.) Parris
- Grammitis vodonaivalui (Brownlie) Christenh.
- Grammitis vomaensis (Brownlie) Christenh.
- Grammitis walleri (Maiden & Betche) Christenh.
- Grammitis wallii (Bedd.) Copel.
- Grammitis wattsii Copel.
- Grammitis werffii (L.E.Bishop) Stolze
- Grammitis whartoniana (C.Chr.) Christenh.
- Grammitis whitmeei (Baker) Copel.
- Grammitis williamsii (Maxon) Lellinger
- Grammitis wittigiana Fée & Glaz.
- Grammitis wolfii (Hieron.) C.V.Morton
- Grammitis wooroonooran (F.M.Bailey) Christenh.
- Grammitis wurdackii (L.E.Bishop) Christenh.
- Grammitis wurunuran Parris
- Grammitis xanthotrichia (Klotzsch) Duek & Lellinger
- Grammitis xiphopteroides (Liebm.) A.R.Sm.
- Grammitis yoderi (Copel.) Christenh.
- Grammitis youngii Stolze
- Grammitis zeledoniana Lellinger
- Grammitis zenkeri (Hieron.) Christenh.
- Grammitis zeylanica Fée
- Grammitis zurquina (Copel.) F.Seym.